# Heliopsis buphthalmoides
Heliopsis buphthalmoides là một loài thực vật có hoa trong họ Cúc. Loài này được (Jacq.) Dunal mô tả khoa học đầu tiên năm 1819.